# 浪潮商用机器
浪潮商用机器有限公司成立于2018年2月13日，法定代表人为胡雷钧，是由浪潮电子信息产业股份有限公司（简称“浪潮”）和国际商业机器（中国）有限公司（简称“IBM”）共同出资成立，由浪潮控股的中国服务器厂商，曾荣获2018年度创新企业奖。

## 历史
2017年9月，浪潮与IBM正式宣布启动商业合作。
2017年9月8日，浪潮占股51%、IBM占股49%，双方合资成立浪潮商用机器有限公司，研发、生产、销售基于开放的Power技术的服务器。